# 蒂罗尔州波灵
蒂罗尔州波灵是奥地利蒂罗尔州因斯布鲁克兰县的一个市镇。总面积4.97平方公里，总人口952人，人口密度191.5人/平方公里（2011年）。